# Nuoto ai Giochi della XX Olimpiade - 200 metri farfalla femminili
La competizione dei 200 metri farfalla femminili di nuoto ai Giochi della XX Olimpiade si è svolta il giorno 4 settembre 1972 alla Olympia Schwimmhalle di Monaco di Baviera.

## Programma
| Data             | Ora   | Round      | Note                           |
| ---------------- | ----- | ---------- | ------------------------------ |
| 4 settembre 1972 | 10:00 | 4 Batterie | I migliori 8 tempi alla finale |
| 4 settembre      | 18:00 | Finale     |                                |

## Risultati

### Batterie
| Pos. | Atleta                   | Nazione      | Tempo   | Pos F |
| ---- | ------------------------ | ------------ | ------- | ----- |
| 1    | Rosemarie Kother-Gabriel | Germania Est | 2'18"32 | 3 Q   |
| 2    | Mayumi Aoki              | Giappone     | 2'23"01 | 7 Q   |
| 3    | Anca Groza               | Romania      | 2'30"32 | 19    |
| 4    | Grisel Mendoza           | Messico      | 2'35"85 | 23    |

| Pos. | Atleta          | Nazione        | Tempo   | Pos F |
| ---- | --------------- | -------------- | ------- | ----- |
| 1    | Ellie Daniel    | Stati Uniti    | 2'17"18 | 1 Q   |
| 2    | Jean Jeavons    | Gran Bretagna  | 2'27"59 | 12    |
| 3    | Eva Wikner      | Svezia         | 2'29"03 | 15    |
| 4    | Margrit Thomet  | Svizzera       | 2'29"21 | 16    |
| 5    | Věra Faitlová   | Cecoslovacchia | 2'29"34 | 17    |
| 6    | Moira Brown     | Gran Bretagna  | 2'30"08 | 18    |
| 7    | Jennifer McHugh | Canada         | 2'30"36 | 20    |

| Pos. | Atleta         | Nazione     | Tempo   | Pos F |
| ---- | -------------- | ----------- | ------- | ----- |
| 1    | Lynn Colella   | Stati Uniti | 2'18"80 | 4 Q   |
| 2    | Noriko Asano   | Giappone    | 2'20"09 | 6 Q   |
| 3    | Gail Neall     | Australia   | 2'23"21 | 8 Q   |
| 4    | Frieke Buys    | Paesi Bassi | 2'24"20 | 9     |
| 5    | Olga de Ángulo | Colombia    | 2'34"69 | 22    |
| 6    | Hsu Yue-Yun    | Taiwan      | 2'44"88 | 24    |

| Pos. | Atleta              | Nazione      | Tempo   | Pos F |
| ---- | ------------------- | ------------ | ------- | ----- |
| 1    | Karen Moe           | Stati Uniti  | 2'18"15 | 2 Q   |
| 2    | Helga Lindner       | Germania Est | 2'20"00 | 5 Q   |
| 3    | Brigitte Mertz      | Germania Est | 2'24"92 | 10    |
| 4    | Sue Funch           | Australia    | 2'26"69 | 11    |
| 5    | Eva Sigg            | Finlandia    | 2'27"64 | 13    |
| 6    | Ileana Morales      | Venezuela    | 2'28"41 | 14    |
| 7    | Maria Isabel Guerra | Brasile      | 2'32"60 | 21    |

### Finale
| Pos.    | Atleta                   | Nazione      | Tempo   | Nota            |
| ------- | ------------------------ | ------------ | ------- | --------------- |
| Oro     | Karen Moe                | Stati Uniti  | 2'15"57 | Record mondiale |
| Argento | Lynn Colella             | Stati Uniti  | 2'16"34 |                 |
| Bronzo  | Ellie Daniel             | Stati Uniti  | 2'16"74 |                 |
| 4       | Rosemarie Kother-Gabriel | Germania Est | 2'17"11 |                 |
| 5       | Noriko Asano             | Giappone     | 2'19"50 |                 |
| 6       | Helga Lindner            | Germania Est | 2'20"47 |                 |
| 7       | Gail Neall               | Australia    | 2'21"88 |                 |
| 8       | Mayumi Aoki              | Giappone     | 2'22"84 |                 |